# Liquideep
Liquideep ist ein 2007 in Johannesburg vom Südafrikaner Thabo "Ryzor" Shokgolo (DJ, Produzent) und dem US-Amerikaner Jonathan "Ziyon" Christian (Sänger, Songwriter) gegründetes südafrikanisches House-Duo. Ihr Musikstil wird als eine Mischung aus House und Urban dance beschrieben.

## Geschichte
Ihren Durchbruch hatte das Duo mit der Single "Fairytale" aus ihrem Debütalbum "Fabrics of the heart" im Jahr 2010, das den MTV Africa Music Award in Lagos im Jahre 2010 gewann.
Der Name beschreibt laut dem Duo ihren Musikstil: "Liquid" (flüssig) bezieht sich auf die Tatsache, dass Musik nicht eingezwängt werden und in der Lage sein sollte, sich der Umgebung anzupassen, während "deep" (tief, innig) ihren Anspruch beschreibt, substanzvolle und langlebige Musik zu produzieren.
Das Duo traf sich im Jahre 2006 in einem College in Südafrika durch gemeinsame Freunde. Beide waren unabhängig voneinander als DJs tätig.

## Diskografie
Alben
- 2008: Deep part I
- 2008: Deep part II
- 2009: Oscillations (Teil der House Afrika Sessions Vol. 1, Bass Breaks & Beats Records)
- 2010: Fabrics of the heart
- 2012: Ministry Of Sound – The Annual 2012
- 2012: Alone
- 2013: Welcome Aboard

## Auszeichnungen
- Channel O Music Video Award für "Most gifted dance video"
- SAMA Nomination für "Song of the year"
- Metro FM Awards für das am meisten heruntergeladene Lied (Fairytale) und die beste Gruppe
- Platin für Fabrics of the heart